# قائمة حروب الأردن
يمتلك الأردن تاريخًا عسكريًا عريقًا منذ العصور القديمة، كما خاضت المملكة الأردنية الهاشمية العديد من الحروب منذ نشأتها، نتيجة لما تتمتع به البلاد من موقع متميز جعلها مطمعًا للقوى الخارجية الراغبة في السيطرة عليها، وكذلك كنتيجة لاندلاع الصراع العربي الإسرائيلي وما خلفه من حروب منذ عام 1948، حيث كان الأردن دوما طرفًا مباشرًا في هذه الحروب في مواجهة إسرائيل خلال الفترة الممتدة من عام 1948 وحتى 1973، الأمر الذي جعل الجيش العربي الأردني منذ تأسيسه في عام 1921 يمثل أحد أهم الجيوش العربية وواحدا من دعائم الأمن القومي العربي.

## الحروب

### الحرب العالمية الثانية
- القتال في العراق لقمع ثورة رشيد عالي الكيلاني الموالي لهتلر حيث أرسل الملك عبد الله الأول كتيبة الصحراء المصفحة التي استطاعت في 11 أيار 1941م السيطرة على الرطبة والقضاء على الثورة في 29 أيار 1941م. وبعدها أوكلت لتلك القوة مهام حراسة السكة الحديدية بين الموصل وبغداد، وفي 4 حزيران 1941م أنهت تلك القوة مهامها وعادت إلى عمّان.
- القتال في سوريا (محاربة قوات حكومة فيشي الفرنسية) شكلت قوة مشتركة للهجوم على القوات الفرنسية في سوريا حيث تم حشد القوات البريطانية وقوة البادية الأردنية في مدينة المفرق وذلك في 21 حزيران 1941م. وفي 21 حزيران 1941م استولت قوة البادية الأردنية بالتعاون مع القوات البريطانية على مدينة تدمر كما استولت قوة البادية الأردنية منفردة على مخفر (السبع بيار) الفرنسي في 27 حزيران 1941م. وبعد يومين دخلت قرية السخنة بعد اصطدامها بقوة فرنسية ميكانيكية قادمة من دير الزور وهزيمتها.
- دور الجيش العربي الأردني في إيران (1941-1945م)، كلف الجيش العربي بمهام حماية خط تموين ومواصلات حربي عبر الشرق الأوسط يمتد من ميناء حيفا في فلسطين على البحر الأبيض المتوسط إلى جنوب الاتحاد السوفيتي عبر فلسطين والأردن والعراق وإيران. كما شملت مهام الجيش العربي حماية المستودعات ونقاط تكديس الذخائر والتموين والجسور وخطوط سكة الحديد المنتشرة في إيران وحراسة القطارات العسكرية المسافرة بين دمشق وفلسطين والقاهرة وعلى مدى خمس سنوات.

### حرب 1948
1. معركة القدس أو المعركة من أجل القدس
2. معركة باب الواد
3. معركة اللطرون
4. معركة جنين

### (1948 - 1967)
- معركة السموع، تذرعت إسرائيل بحجة وجود قاعدة للعمل الفدائي في بلدة السموع في الضفة الغربية التابعة للمملكة الأردنية الهاشمية آنذاك، وأنها قامت بعدة عمليات عسكرية في العمق الإسرائيلي. الأمر الذي دعاها إلى مهاجمة هذه البلدة في لواء الخليل.
- عملية الناصر 1962، أرسل الأردن 1500 جندي من قوات الجيش العربي الأردني جواً إلى اليمن في عملية «الناصر» العسكرية على أثر إعلان العقيد عبد الله السلال مدعوماً من قبل مصر وسوريا الثورة في اليمن واطاح بالإمام محمد البدر معلناً قيام الجمهورية العربية اليمنية ومبدياً رغبته الإطاحة بالأنظمة العربية في شبه الجزيرة العربية.
- حرب 1967

### بعد 1967
- معركة الكرامة، وقعت في 21 آذار 1968 حين حاولت قوات الجيش الإسرائيلي احتلال الضفة الشرقية لنهر الأردن لأسباب تعتبرها إسرائيل إستراتيجية. وقد عبرت النهر فعلاً من عدة محاور مع عمليات تجسير وتحت غطاء جوي كثيف. فتصدت لها قوات الجيش العربي الأردني على طول جبهة القتال من أقصى شمال الأردن إلى جنوب البحر الميت بقوة. واستمرت المعركة أكثر من 16 ساعة.
- معركة الرمثا ضد القوات السورية، في 5/10/1970م تصدى الجيش العربي الأردني للقوات السورية المهاجمة المتوغلة في شمال المملكة ووصلت إلى مدينة الرمثا.
- أحداث أيلول، في عام 1971م اكملت القوات المسلحة الأردنية طرد الفصائل الفلسطينية المسلحة من الأردن.
- حرب تشرين عام 1973، اندلعت الحرب في يوم 6 تشرين الأول عام 1973 بين مصر وسوريا من جهة وإسرائيل، ونظراً لتدهور الموقف على الواجهة السورية، تحرك اللواء المدرع 40 الأردني إلى الجبهة السورية فأكتمل وصوله يوم 13 تشرين الأول عام 1973 وخاض أول معاركه يوم 16 تشرين الأول حيث وضع تحت إمرة الفرقة المدرعة 3 العراقية فعمل إلى جانب الألوية العراقية وأجبر اللواء المدرع الضارب 40 القوات الإسرائيلية على التراجع 10 كم .
- مساندة القوات المسلحة العُمانية (1974 - 1979)، من سنة 1974م ولغاية سنة 1979م شارك الجيش العربي الأردني في مواجهة ثورة ظفار الشيوعية في سلطنة عُمان وقد أرسل الأردن كتيبة قوات خاصة وعدد من طياري الهوكرهنتر.
- الوقوف بجانب العراق في الدفاع عن البوابة الشرقية، من 22/9/1980م ولغاية 20/8/1988م وقفت الأردن إلى جانب العراق في الدفاع عن البوابة الشرقية للوطن العربي في مواجهة إيران وشارك الجيش العربي في تقديم الدعم اللوجستي والتدريبي للقوات العراقية وتم تشكيل لواء اليرموك من المتطوعين الأردنيين كما تم تسهيل نقل مختلف أنواع الأسلحة والذخائر للجيش العراقي عبر الأراضي الأردنية.

## معرض الصور

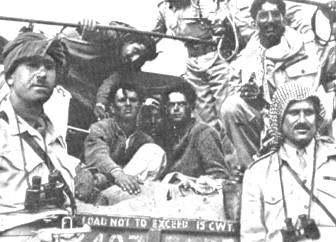
جنود من الفيلق العربي مع أسرى إسرائيليين عام 1948
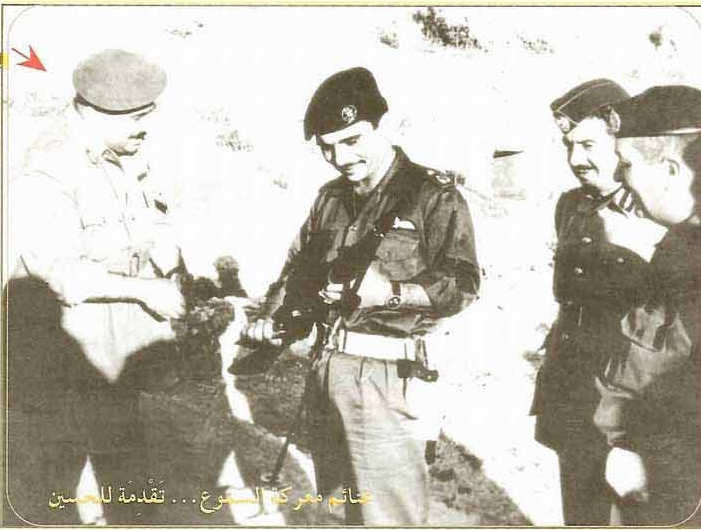
بهجت المحيسن يسلم الملك حسين عينة من غنائم معركة السموع
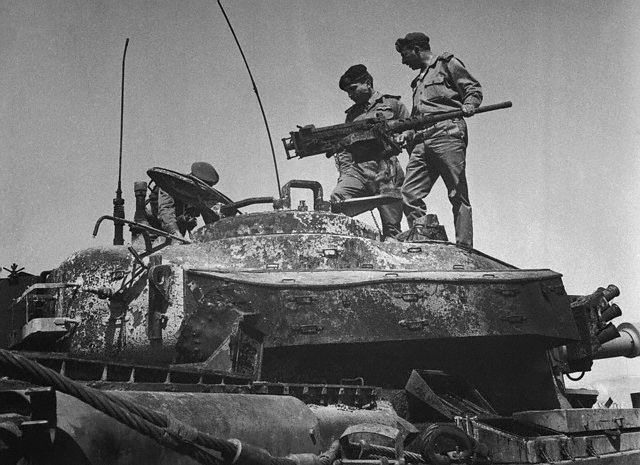
الملك حسين القائد الأعلى للقوات المسلحة على ظهر دبابة إسرائيليّة معطوبة بعد معركة الكرامة
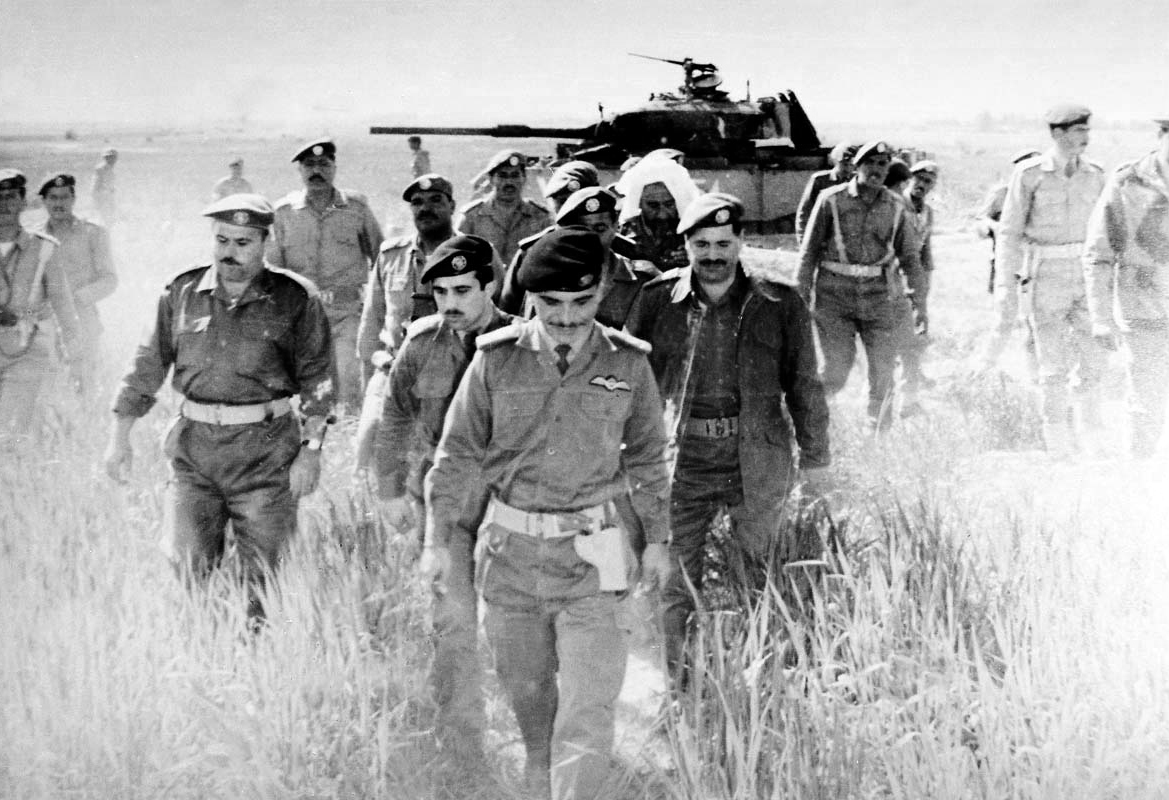